# TC Amberg am Schanzl
Der TC Amberg am Schanzl ist ein Tennisverein aus Amberg in der Oberpfalz. Den Titel des Deutschen Meisters konnten die Herren des TC Amberg am Schanzl insgesamt sechsmal erringen. Zudem wurde man zweimal Vize-Europacupsieger der Landesmeister.

## Sportliche Erfolge

### Herren
Insgesamt gehört die Herren-Mannschaft des TC Amberg am Schanzl 24 Jahre lang der Tennis-Bundesliga an. Durch einen 5:1-Sieg am 5. Oktober 1974 gegen den TC Heidelberg konnte der erste Aufstieg perfekt gemacht werden. Der Tennis-Bundesliga gehörte der TC Amberg am Schanzl bis 1987 an. In dieser Zeit konnte in den Jahren 1978 bis 1982 fünf Mal in Folge die deutsche Meisterschaft im Herrentennis gewonnen werden.
In den Jahren 1982 und 1983 errang die erste Herren-Mannschaft des TC Amberg am Schanzl zwei Mal den Vize-Titel im Europacup der Landesmeister. 1982 konnten im Halbfinale die favorisierten Spieler von Racing Paris mit 6:3 bezwungen werden. 1983 wurde der Europacup in Amberg ausgetragen. Abermals mussten sich die Herren des TC Amberg am Schanzl lediglich Barcelona mit 5:4 geschlagen geben und wurden erneut Vizesiger im Europacup der Landesmeister.
Der zweite Aufstieg glückte zur Saison 1991, es folgte aber der direkte Wiederabstieg. In den Jahren 1994 bis 1999 gehörte der TC Amberg am Schanzl erneut zur höchsten deutschen Spielklasse. 1998 konnte die insgesamt sechste und bis heute letzte deutsche Meisterschaft errungen werden. Zuletzt gehörte der TC Amberg am Schanzl in den Jahren 2009 bis 2012 der Tennis-Bundesliga an.
In der Saison 2015 spielte die 1. Herrenmannschaft in der Regionalliga Süd-Ost. Nach sieben Spieltagen belegte der TC Amberg am Schanzl im Endklassement hinter der SpVgg Hainsacker den 2. Tabellenplatz, welcher eigentlich nicht zum Aufstieg berechtigte. Da der 1. FC Nürnberg, der als Absteiger aus der 1. Bundesliga für die 2. Bundesliga spielberechtigt gewesen wäre, kurz vor Ablauf der Meldefrist die Mannschaft zurückzog, rückte der TC Amberg am Schanzl in die 2. Bundesliga Süd nach.
Im März 2020 gab der TC Amberg am Schanzl den Rückzug der 1. Herrenmannschaft aus der 2. Tennis-Bundesliga bekannt.

#### Ligastatistik 1. Herren
| Liga und Saison           | Platz | Tab.Punkte | Matchpunkte | Sätze  | Spiele  |
| ------------------------- | ----- | ---------- | ----------- | ------ | ------- |
| 2. Bundesliga 2001        |       |            |             |        |         |
| 2. Bundesliga 2002        |       |            |             |        |         |
| Regionalliga Süd-Ost 2003 | 2     | 10:4       | 41:22       | 91:54  |         |
| Regionalliga Süd-Ost 2004 | 3     | 10:4       | 40:23       | 86:56  |         |
| Regionalliga Süd-Ost 2005 | 1     | 12:0       | 43:11       | 92:31  |         |
| 2. Bundesliga Süd 2006    | 6     | 8:8        | 32:40       | 80:89  | 763:783 |
| 2. Bundesliga Süd 2007    | 3     | 12:4       | 40:32       | 86:70  | 727:659 |
| 2. Bundesliga Süd 2008    | 1     | 10:4       | 39:24       | 84:58  | 699:605 |
| 1. Bundesliga 2009        | 5     | 9:9        | 23:31       | 60:67  | 496:528 |
| 1. Bundesliga 2010        | 8     | 4:12       | 15:33       | 34:73  | 370:523 |
| 1. Bundesliga 2011        | 7     | 4:12       | 11:37       | 30:77  | 364:530 |
| 1. Bundesliga 2012        | 9     | 5:13       | 20:34       | 49:76  | 493:573 |
| 2. Bundesliga 2013        | 3     | 10:6       | 40:32       | 93:78  | 733:683 |
| 2. Bundesliga Süd 2014    | 8     | 4:10       | 28:35       | 69:81  | 586:611 |
| Regionalliga Süd-Ost 2015 | 2     | 12:2       | 42:21       | 93:49  |         |
| 2. Bundesliga Süd 2016    | 9     | 0:16       | 22:50       | 51:105 | 569:771 |
| Regionalliga Süd-Ost 2017 | 1     | 14:0       | 44:19       | 93:54  | 641:528 |
| 2. Bundesliga Süd 2018    | 6     | 8:8        | 31:41       | 73:94  | 649:717 |
| 2. Bundesliga Süd 2019    | 7     | 4:12       | 31:41       | 70:96  | 636:717 |